# Штанга

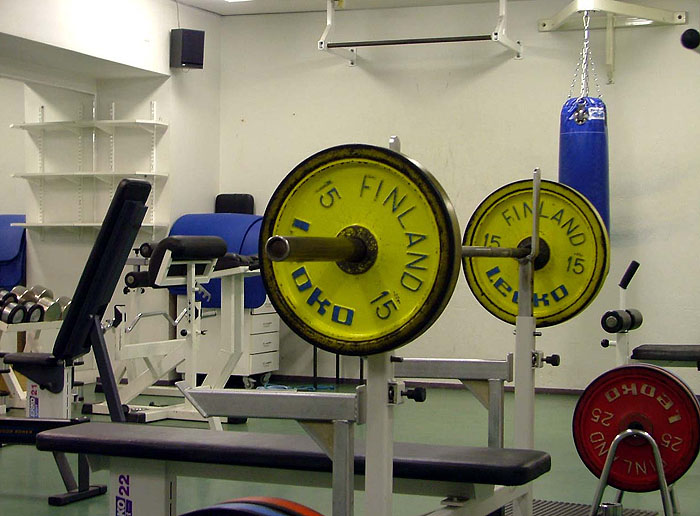

Штанга (від нім. Stange — «стрижень», «прут») — спортивне знаряддя для підняття ваги у важкій атлетиці та пауерліфтингу.
Гриф розбірної штанги має на кінцях болтові втулки для закріплення навантаження, що складається з дисків різної маси і замків.

## Історія
У Стародавньому Єгипті воїни піднімали залізні та кам'яні балки для розвитку сили. Древні греки виготовляли гантелі. Солдати середньовічної Англії (XVI—XV ст.) змагались у піднятті залізних балок. Літопис кінця XVI ст. описує палицю з прикріпленими до кінців свинцевими тягарями — перша згадка штанги зі змінною вагою. Сферичні штанги завжди мали гриф довжиною 1 м. У літературі описано виготовлення гантелі: «Литі кулі у формі бобів надіваються на невеликий залізний ствол і кріпляться до нього невеликим шипом. Ствол розклепується і огортається шкірою». Аналогічно виготовлялась штанга.
Окрім литих були і порожнисті штанги — змінної ваги. У них засипався пісок або картеч.
Розбірна штанга з'явилась у Німеччині в середині XIX ст. Починаючи з Олімпійських Ігор 1896 на змаганнях використовується тільки розбірна штанга. Своєрідне місце займає «вісь Аполлона» — вісь вагонетки діаметром 50 мм і вагою 165 кг, названа за прізвиськом Луї Юні (Франція), який щоденно піднімав її на підмостках. Основний недолік — вісь не поверталася. Тільки через 30 років її зміг підняти чемпіон Олімпійських Ігор 1924 року Шарль Рігуло (Франція). Штангу з поворотним грифом винайшов німецький інженер Берг на початку XX ст. Вперше на змаганнях — на Чемпіонаті Європи 1929 р. Пізніше на всіх основних міжнародних змаганнях стали використовувати штангу з прогумованими дисками.

## Види

### Олімпійська штанга
Гриф олімпійської штанги має масу 20 кг, довжину 220 см і діаметр 28 мм, при цьому кінці грифа, на які надягають диски мають діаметр 50 мм. Навантаження складається з набору стандартних обрезиненних дисків діаметром 450 мм і масою 25, 20, 15 або 10 кг (відповідно червоного, синього, жовтого і зеленого кольору), а також малих дисків масою 5, 2.5, 1.25, 1, 0.5 та 0.25 кг. У пауерліфтингу застосовуються диски масою 50 кг. Маса стандартного замка 2.5 кг, нестандартного — 0,1 кг. Саме з такою штангою виконується більшість базових вправ в тренажерній залі: жим лежачи, тяга штанги в нахилі, жим штанги з грудей стоячи.
Жіноча олімпійська штанга схожа на чоловічу, але її гриф коротший — 2.05 м, легший — 15 кг і має менший діаметр — 25 мм. Жіноча штанга не має в центрі грифа насічки, тому що насічка в центрі існувала для виконання вправ однією рукою, які зараз не застосовуються.

### Штанга для пауерліфтингу
Гриф штанги для пауерліфтингу зовнішньо схожий на олімпійський, але має діаметр 29 мм, масу 20 кг і значно більшу жорсткість, ніж олімпійський гриф. Це пов'язано з тим, що в пауерліфтингу працюють з більшою вагою, ніж у важкій атлетиці. Виконання пауерліфтерських вправ з олімпійським грифом потенційно може призвести до травм, наприклад, в присіданнях зі штангою на плечах, при зйомі штанги спортсмена може почати «розхитувати». У той же час, спортсмени-важкоатлети використовують пружинисті властивості олімпійського грифа для полегшення виконання вправ — в момент, коли кінці грифа роблять коливання вверх, штанга стає набагато легшою.

### Стандартна штанга
Гриф стандартної штанги має діаметр 25 мм по всій довжині і масу 20 кг. Як навантаження застосовуються диски масою 50, 25, 20, 15, 10, 5, 2,5, 1,25, 0,75 кг та інші, в залежності від виробника обладнання.

### Штанга для тяги
Використовується в альтернативных федераціях пауерліфтингу. За гнучкістю схожа на олімпійську і з більшою насічкою. За рахунок своєї гнучкості дозволяє зменшити амплітуду, а отже, збільшити підняту вагу, а насічка полегшує утримання штанги в руках. Заборонена в IPF.

### Штанга для присідань
Використовується в альтернативних федераціях пауерліфтингу. За жорсткістю перевершує стандартний гриф для пауерліфтингу. Заборонена в IPF.
Не плутати з нестандартним П-подібним грифом для присідань («коромисло»).
Згідно з специфікацією WPC, діаметр спеціального грифа для присідань не має перевищувати 32 мм; довжина втулок наконечників грифа для надівання дисків не повинна перевищувати 508 мм; відстань між втулками грифа не має перевищувати 1434 мм; загальна довжина грифа не може перевищувати 2400 мм; маса грифа з замками має дорівнювати 30 кг.

### Штанга з EZ-грифом
У деяких випадках застосовується штанга із зігнутим грифом, або EZ-грифом. Така штанга часто застосовується для вправ на біцепс та трицепс (французький жим) і дозволяє частково зняти навантаження на зап'ястя.

### Штанга Хетфілда
Гриф Хетфілда застосовується у присіданнях зі штангою на плечах. Він спроектований так, що диски розміщуються не на одній лінії з плечовим поясом, а винесені за неї. Це дозволяє розвантажити плечі, відправляючи максимум навантаження за прямим призначенням — у квадрицепси.

### Штанга з T-грифом
Існує штанга з грифом у вигляді літери Т, на нижній кінець якої закріплюється вантаж, а інший кінець закріплюється непорушно.

### Трап-гриф
Має вигляд шестикутника, з боків ручки для хвату. Використовується у вправах «тяга трап-грифа», в шрагах, армійському жимі та ін. Винайдений та запатентований Елом Джерардом (Al Gerard).

## Диски
За навантаження використовуються диски (розм. «бліни») масою: 50, 25, 20, 15, 10, 5, 2,5, 1,25, 0,75, 0,5 кг. Диски відрізняються за зовнішнім діаметром та за діаметром отвору для втулки.
Диски олімпійського стандарту, починаючи з ваги 10 кг (новий стандарт), 15 кг (старий стандарт) або 25 кг (диски для пауерліфтингу), мають зовнішній діаметр 45 см. Можуть бути як прорезиненими, так і без покриття. Диски без покриття використовуються в пауерліфтингу. Для зручності, диски різної ваги фарбуються в різні кольори.
Диски для фітнесу, найбільш розповсюдженого типу, починаючи з ваги в 15 кг, мають зовнішній діаметр 37 см. Можуть бути як під втулку олімпійської штанги (51 мм), так і під втулку стандартної штанги (25 мм). Зазвичай вони чорного кольору. Однак, диски для фітнесу не стандартизовані, тому можуть зустрічатися диски різних кольорів, з отворами для перенесення, різної товщини, різної форми (круг або багатогранник), из легких сплавів (громіздкий зовнішній вигляд при невеликій вазі) та ін.

## Замки
Для того, щоб диски не спадали з кінців грифу при виконанні вправ, на штангу надіваються замки.
Замки бувають декількох типів:
- стандартні замки з пружинним або ламаним стопором для втулок з діаметром 50 мм. Маса пари замків повинна складати 5 кг;
- пружинні зажими для втулок 50 мм і 25 мм. Маса пари зажимів — приблизно 100 г і не враховується в масі зібраної штанги;
- замки-гайки для втулок 25 мм, 35 мм и 50 мм. Гайки для штанги з втулкою 25 мм не враховуються в масі, гайки для втулок 35 і 50 мм використовуються в розбірних гантелях.